# Samsan-dong, Ulsan
Samsan-dong (koreanska: 삼산동, 三山洞) är en stadsdel i staden Ulsan, i den sydöstra delen av Sydkorea, 300 km sydost om huvudstaden Seoul. Den ligger i stadsdistriktet Nam-gu.
Samsan-dong utgör stadskärnan i Ulsan och här finns järnvägsstationen Taehwagang, tidigare benämnd Ulsan station. Nuvarande Ulsan station ligger i Samnam-eup vid höghastighetsjärnvägen KTX 20 km väster om stadens centrum.